# Monte Cristo EC
Monte Cristo EC is een Braziliaanse voetbalclub uit Goiânia, in de provincie Goiás.

## Geschiedenis
De club werd opgericht in 1970. Toen in 1980 de Segunda Divisão heringevoerd werd als tweede profklasse van het Campeonato Goiano ging de club in deze competitie spelen en werd meteen kampioen. In de hoogste klasse van de staatscompetitie eindigde de club op de laatste plaats, maar dat jaar was er geen degradatie. Het volgende jaar werd de club opnieuw laatste en degradeerde nu wel. In 1984 werd de club in de Segunda Divisão vicekampioen achter Goiatuba en promoveerde zo terug naar de hoogste klasse. Ook de derde poging bij de elite draaide op niets uit en de club degradeerde weer. De volgende jaren eindigde de club ook in de tweede klasse telkens op de laatste plaats. Na 1996 trok de club zich enkele jaren terug uit de profcompetitie en keerde terug in 2000. In 2001 werd de club na enkele wedstrijden uit de competitie gezet omwille van financiële problemen. In 2004 ging de club in de Terceira Divisão spelen, die sinds 2002 ingevoerd was als laagste profklasse. Ook dit was geen succes, er speelden slechts een handvol clubs in deze competitie, maar over drie seizoenen kon de club slechts één keer gelijk spelen en verloor alle andere wedstrijden. Na een sabbatjaar keerde de club in 2008 terug en verloor opnieuw alle wedstrijden. Twee jaar later werd de club slechts voorlaatste, een prestatie op zich. Het volgende seizoen verloren ze alle tien de competitiewedstrijden. Nadat ook de volgende vier seizoenen op de laatste plaats geëindigd werd slaagde de club er in 2016 in om vicekampioen te worden en promoveerde zo terug naar de Segunda Divisão. Hier herviel de club echter weer in haar oude gewoonten en verloor alle acht de competitiewedstrijden.